# Петичень
Петичень (рум. Peticeni) — село в Каларашском районе Молдавии. Относится к сёлам, не образующим коммуну.

## География
Село расположено на высоте 117 метров над уровнем моря.

## Население
По данным переписи населения 2004 года, в селе Петичень проживает 1211 человек (614 мужчины, 597 женщин).
Этнический состав села:
| Национальность | Число жителей | Процентный состав |
| -------------- | ------------- | ----------------- |
| молдаване      | 1185          | 97.85             |
| румыны         | 16            | 1.32              |
| украинцы       | 4             | 0.33              |
| русские        | 2             | 0.17              |
| прочие         | 4             | 0.33              |
| Всего          | 1211          | 100%              |